# دون شيرلي
دون شيرلي (بالإنجليزية: Donald Walbridge Shirley)‏ هو عازف بيانو وملحن أمريكي وجامايكي، ولد في 29 يناير 1927 في بينساكولا في الولايات المتحدة، وتوفي في 6 أبريل 2013 في مانهاتن في الولايات المتحدة.

## وصلات خارجية
- دون شيرلي على موقع IMDb (الإنجليزية)
- دون شيرلي على موقع ميوزك برينز (الإنجليزية)
- دون شيرلي على موقع أول ميوزيك (الإنجليزية)
- دون شيرلي على موقع ديسكوغز (الإنجليزية)